# Fung Bo-bo
Fung Bo-bo (馮寶寶, née le 30 octobre 1954), aussi connue sous le nom de Petrina Fung, est une actrice hongkongaise ayant remporté deux fois d'affilée le Hong Kong Film Award de la meilleure actrice dans un rôle secondaire pour La Rose noire (1992) et C'est la vie, mon chéri (1993).
Bien que ces deux récompenses aient été remporté à l'âge adulte, Fung est surtout connue pour sa carrière en tant qu'enfant star. En effet, poussée par son père acteur, elle commence dès l'âge de 2 ans et demi en 1956 dans Love vs Love (aussi appelé Little Sweetheart), écrit et réalisé par son père. À 14 ans, elle avait déjà joué dans plus de 300 films et était très célèbre dans toute l'Asie du Sud-Est. Elle était connue à l'époque comme la « Shirley Temple de Hong Kong ».

## Biographie
Née au Bornéo du Nord, son père est l'acteur Fung Fung (en) et son frère Fung Hak-on (en), est également acteur. À 12 ans, elle vit avec Madame Wee Poh-keok, qu'elle appelle kai leong (« marraine ») qui lui apprend entre autres à parler le dialecte hokkien. Privée de scolarité en raison de sa carrière d'actrice, son éducation se résume à des tuteurs privés.
À 16 ans, elle prend une pause et part étudier en Angleterre,,. C'est durant ce séjour qu'elle rencontre son futur premier mari, Chiu Joi-keung, qui travaille dans la finance.
En 1976, Fung travaille avec Eddie Lau, un créateur de mode de Hong Kong.
Au cours des années 1980, elle joue dans plusieurs séries télévisées, notamment dans le rôle de la seule empereur de Chine, Wu Zetian. Elle fait son retour au cinéma en 1986 dans la comédie My Family, écrite et produite par Clifton Ko.
En 1994, elle prend sa retraite d'actrice, tout en faisant parfois des apparitions spéciales dans certains films.

## Vie privée
Le premier mari de Fung est Chiu Joi-keung avec qui elle a deux fils. En 1997, elle épouse Yoong Siew-chuen, un architecte malais, et déménage sur l'île de Penang en Malaisie. En 2012, elle divorce et retourne à Hong Kong,.

## Filmographie
| Année | Titre                                                   | Rôle                        | Notes                                                                |
| ----- | ------------------------------------------------------- | --------------------------- | -------------------------------------------------------------------- |
| 1956  | Love vs Love (autre titre : Little Sweetheart) (小冤家) | l'enfant mangeant un gâteau | écrit et réalisé par son père,                                       |
| 1960  | Blooming under a Cool Moon                              |                             |                                                                      |
| 1960  | The Great Devotion                                      |                             |                                                                      |
| 1960  | The Little Warrior in Red Butterfly                     |                             |                                                                      |
| 1960  | The Orphan Saved Her Adoptive Mother                    |                             |                                                                      |
| 1960  | The Simpletion and the Thief                            |                             |                                                                      |
| 1960  | The Stormy Night                                        |                             |                                                                      |
| 1960  | Traitrous Queen                                         |                             |                                                                      |
| 1960  | An Uncle's Sacrifice                                    |                             |                                                                      |
| 1961  | Beggar King Saves The Prince                            |                             |                                                                      |
| 1961  | Chase                                                   |                             |                                                                      |
| 1961  | Little Cosmonaut                                        |                             |                                                                      |
| 1961  | Little Go-Between                                       |                             |                                                                      |
| 1961  | The Little Go-Between                                   |                             |                                                                      |
| 1961  | Little Matchmakers                                      |                             |                                                                      |
| 1961  | Little Orphan                                           |                             |                                                                      |
| 1961  | Little Prime Minister                                   |                             |                                                                      |
| 1961  | The Little Warrior in Red Butterfly                     |                             |                                                                      |
| 1961  | Little White Golden Dragon                              |                             |                                                                      |
| 1961  | Lucky Child Granted By Heaven                           |                             |                                                                      |
| 1961  | Magic Cave                                              |                             |                                                                      |
| 1961  | Magic Cup                                               |                             |                                                                      |
| 1961  | One Who Saved All                                       |                             |                                                                      |
| 1961  | The Orphan's Adventure                                  |                             |                                                                      |
| 1961  | Shadow of a Doubt                                       |                             |                                                                      |
| 1961  | Sorrowful Orphans                                       |                             |                                                                      |
| 1961  | Valuable False Daughter                                 |                             |                                                                      |
| 1961  | Wonder Boy                                              |                             |                                                                      |
| 1962  | The Chase                                               |                             |                                                                      |
| 1962  | The Drifting Orphan                                     |                             |                                                                      |
| 1962  | Little Artists                                          |                             |                                                                      |
| 1962  | The Magic Cup                                           |                             |                                                                      |
| 1962  | My Little Lucky Star                                    |                             |                                                                      |
| 1962  | Puppet Princess                                         |                             |                                                                      |
| 1962  | Sad Tale of Two Women                                   |                             |                                                                      |
| 1962  | Scarlet Boy                                             |                             |                                                                      |
| 1962  | Little Twin Actresses                                   |                             | joue 6 rôles différents                                              |
| 1963  | Little Dragon Girl Teases White Snake Spirit            |                             |                                                                      |
| 1963  | The Purple Cup                                          |                             |                                                                      |
| 1964  | My Darling Grandchild                                   |                             |                                                                      |
| 1965  | The Invincible Kid Fang Shiyu                           |                             |                                                                      |
| 1965  | Moonlight                                               |                             |                                                                      |
| 1965  | Pink Tears                                              |                             | [ 4 ]                                                                |
| 1965  | The Skeleton Tower Under The Sea                        |                             |                                                                      |
| 1965  | Temple of the Red Lotus                                 |                             |                                                                      |
| 1965  | The Twin Swords                                         |                             |                                                                      |
| 1967  | The Horrifying Adventure of a Girl                      |                             |                                                                      |
| 1967  | The Sword and the Lute                                  |                             |                                                                      |
| 1968  | The Feats of Feng Shiyu                                 |                             |                                                                      |
| 1968  | Nu Zha's Adventure in the Eastern Sea                   |                             |                                                                      |
| 1968  | The White Dragon                                        |                             |                                                                      |
| 1969  | The Devil Warrior                                       |                             |                                                                      |
| 1969  | Four Darling Daughters                                  |                             |                                                                      |
| 1969  | Let's Sing And Dance To Celebrate A Peaceful Year       |                             |                                                                      |
| 1969  | The Little Warrior                                      |                             |                                                                      |
| 1969  | Silver Knife, Scarlet Blade                             |                             |                                                                      |
| 1969  | Sky Dragon Castle                                       |                             |                                                                      |
| 1969  | Three Encounters                                        |                             |                                                                      |
| 1970  | The Crazy Bar                                           |                             |                                                                      |
| 1970  | The Happy Angel                                         |                             |                                                                      |
| 1970  | The Lonely Rider                                        |                             |                                                                      |
| 1970  | Modern School Life                                      |                             |                                                                      |
| 1970  | To Crack the Dragon Gate                                |                             |                                                                      |
| 1971  | Mighty Couple                                           |                             |                                                                      |
| 1973  | China Behind                                            |                             |                                                                      |
| 1975  | The Floating Clouds                                     |                             |                                                                      |
| 1984  | Empress Wu                                              |                             |                                                                      |
| 1986  | My Family                                               |                             |                                                                      |
| 1988  | The Eighth Happiness                                    |                             |                                                                      |
| 1988  | Girls Without Tomorrow                                  |                             |                                                                      |
| 1988  | Miss Magic                                              |                             |                                                                      |
| 1988  | Women's Prison                                          |                             |                                                                      |
| 1989  | Beyond the Sunset                                       |                             | Nommée au Hong Kong Film Award de la meilleure actrice               |
| 1990  | Goodbye Hero                                            |                             |                                                                      |
| 1990  | Hong Kong Gigolo                                        |                             |                                                                      |
| 1992  | 92 Legendary La Rose Noire                              |                             | Hong Kong Film Award de la meilleure actrice dans un rôle secondaire |
| 1992  | Cash on Delivery                                        |                             |                                                                      |
| 1992  | Girls Without Tomorrow 1992                             |                             |                                                                      |
| 1993  | C'est la vie, mon chéri                                 |                             | Hong Kong Film Award de la meilleure actrice dans un rôle secondaire |
| 1993  | Even Mountains Meet                                     |                             |                                                                      |
| 1993  | Yesteryou, Yesterme, Yesterday                          |                             |                                                                      |
| 1994  | I Wanna Be Your Man!                                    |                             |                                                                      |
| 1994  | It's a Wonderful Life                                   |                             |                                                                      |
| 1994  | Right Here Waiting...                                   |                             |                                                                      |
| 1994  | I Have a Date with Spring                               |                             |                                                                      |
| 1995  | Fake Emperor                                            |                             |                                                                      |
| 1995  | Mother of a Different Kind                              |                             | Nommée au Hong Kong Film Award de la meilleure actrice               |
| 1999  | Afraid of Nothing, The Jobless King                     |                             |                                                                      |
| 2009  | All's Well, Ends Well 2009                              |                             |                                                                      |
| 2010  | All About Love                                          |                             |                                                                      |
| 2015  | Wonder Mama                                             |                             | [ 9 ]                                                                |